# Tulburare de procesare senzorială
Tulburarea de procesare senzorială (TPS), cunoscută anterior ca disfuncție de integrare senzorială, este o afecțiune în care intrările multisenzoriale nu sunt procesate⁠(d) în mod adecvat pentru a oferi răspunsuri adecvate la cerințele mediului. Tulburarea de procesare senzorială este prezentă la multe persoane cu dispraxie, tulburare din spectrul autist și tulburare hiperchinetică cu deficit de atenție (ADHD). Persoanele cu TPS pot procesa inadecvat stimulii senzoriali vizuali, auditivi, olfactivi (miros), gustativi (gust), tactili⁠(d) (atingere), vestibulari⁠(d) (echilibru), propriocepție (conștiința corpului) și interocepție⁠(d) (simțuri interne ale corpului).
Integrarea senzorială⁠(d) a fost definită de terapeutul ocupațional⁠(d) Anna Jean Ayres⁠(d) în 1972 ca fiind „procesul neurologic care organizează senzațiile din propriul corp și din mediul înconjurător și face posibilă utilizarea eficientă a corpului în mediul înconjurător”. Tulburarea de procesare senzorială a fost caracterizată ca fiind sursa unor probleme semnificative în organizarea senzațiilor provenite din corp și din mediul înconjurător și se manifestă prin dificultăți de performanță în unul sau mai multe dintre domeniile principale ale vieții: productivitate, timp liber și joacă⁠(d) sau activitățile vieții de zi cu zi⁠(d).
Sursele dezbat dacă TPS este o tulburare⁠(d) sau reprezintă simptomele observate ale diverselor alte tulburări, mai bine stabilite. TPS nu este inclus în Manualul de diagnostic și statistică al tulburărilor mintale al Asociației Americane de Psihiatrie⁠(d), iar Academia Americană de Pediatrie⁠(d) a recomandat în 2012 ca pediatrii să nu utilizeze TPS ca un diagnostic de sine stătător.

## Semne și simptome
Dificultățile de integrare senzorială sau tulburările de procesare senzorială (TPS) se caracterizează prin dificultăți persistente în procesarea neurologică a stimulilor senzoriali care interferează cu capacitatea unei persoane de a participa la viața de zi cu zi. Astfel de provocări pot apărea în unul sau mai multe sisteme senzoriale din sistemul somatosenzorial, sistemul vestibular⁠(d), sistemul proprioceptiv, sistemul interoceptiv⁠(d), sistemul auditiv, sistemul vizual, sistemul olfactiv și sistemul gustativ.
Deși multe persoane pot prezenta unul sau două simptome, tulburarea de procesare senzorială trebuie să aibă un impact funcțional clar asupra vieții persoanei:
Semne de hipersensibilitate inclusiv, de exemplu, aversiunea față de texturi, cum ar fi cele găsite în țesături, alimente, produse de îngrijire sau alte materiale găsite în viața de zi cu zi, la care majoritatea oamenilor nu ar reacționa, și disconfort grav, boală sau amenințare indusă de sunete normale, lumini, temperatura ambientală, mișcări, mirosuri, gusturi, sau chiar senzații interioare, cum ar fi bătăile inimii.

## Cauze
Cauza exactă a TPS nu este cunoscută. Cu toate acestea, se știe că regiunile mezencefalului și trunchiului cerebral ale sistemului nervos central sunt centre timpurii ale căii de procesare pentru integrarea multisenzorială⁠(d); aceste regiuni ale creierului sunt implicate în procese care includ coordonarea, atenția, trezirea și funcția autonomă. După ce informațiile senzoriale trec prin aceste centre, acestea sunt apoi direcționate către regiunile creierului responsabile de emoții, memorie și funcții cognitive de nivel superior.

## Mecanism
Cercetarea în domeniul procesării senzoriale în 2007 se concentrează pe găsirea cauzelor genetice și neurologice ale TPS. Electroencefalografia (EEG), măsurarea potențialului legat de evenimente⁠(d) (ERP) și magnetoencefalografia (MEG) sunt utilizate în mod tradițional pentru a explora cauzele din spatele comportamentelor observate în TPS.
Diferențele în supraresponsivitatea tactilă și auditivă prezintă influențe genetice moderate, supraresponsivitatea tactilă demonstrând o eritabilitate mare. În populațiile cu autism au fost detectate diferențe în latența auditivă (intervalul de timp dintre momentul în care se primește intrarea și momentul în care se observă reacția în creier), hipersensibilitate la vibrații în căile receptorilor corpusculilor Vater-Pacini și alte alterări în procesarea unimodală și multisenzorială.
Persoanele cu deficiențe de procesare senzorială par să aibă un nivel mai scăzut de gating senzorial⁠(d) decât subiecții tipici și o integrare neuronală atipică a intrărilor senzoriale. La persoanele cu hipersensibilitate senzorială, se activează generatori neuronali diferiți, ceea ce face ca asocierea automată a intrărilor senzoriale legate cauzal, care are loc în acest stadiu senzorial-perceptiv timpuriu, să nu funcționeze corespunzător. Persoanele cu hipersensibilitate senzorială ar putea avea un receptor D2⁠(d) crescut în Striatum⁠(d), legat de aversiunea față de stimulii tactili și o obișnuință⁠(d) redusă. În modelele animale⁠(d), stresul prenatal⁠(d) a crescut semnificativ evitarea tactilă.